# De lydløse
De lydløse er en dansk thrillerfilm fra 2024 skrevet af Anders Frithiof August og instrueret af Frederik Louis Hviid. Filmen er baseret på den sande historie om røveriet mod Dansk Værdihåndtering i 2008, hvor gerningsmændene slap af sted med 70 mio. kr.
Filmen havde dansk premiere den 31. oktober 2024.

## Handling
I 2008, mens finanskrisen gør sit indtog i Danmark, beslutter en gruppe mænd fra Danmark og hele Europa sig for at begå det største røveri nogensinde på dansk jord. DE LYDLØSE er et actiondrama, der skildrer en gruppe yderst ihærdige, ambitiøse og kompromisløse røvere, der alle deler samme ambition: At lykkes med det umulige - på trods af store forhindringer, indbyrdes stridigheder, hemmelige agendaer og personlige omkostninger. Dette er fortællingen om danmarkshistoriens største og mest spektakulære kup, og den lange, detaljerede og risikable forberedelse det krævede at skabe sig genvej til storhed og rigdom. Koste hvad det vil. Filmen er inspireret af virkelige hændelser.

## Medvirkende
- Gustav Dyekjær Giese som Kasper
- Reda Ketab som Slimani
- Amanda Collin som Maria
- Christopher Wagelin som Hasse
- Jens Hultén som Joppe
- Granit Rushiti som Mo
- Amin Ahmed som Warsame
- Camilla Lau som Aaliya
- Dagmar Madicken Greve Halse som Sara
- Ida Cæcilie Rasmussen som Pumpkin
- Mohammed Abbas som Mohammed
- Sandra Stojiljkovic som Elin
- Victor Iván som Josef
- Anders Hove som Olaf
- Mickey Nørregaard som boksetræner
- Steffen Lino som røver
- Anastasios Soulis som Juventus
- Olaf Højgaard som politibetjent
- Mads Kruse som politibetjent
- Dennis Petersen som politibetjent
- Morten Ankerdal som nyhedsvært
- Cecilie Beck som nyhedsvært
- Mogens Rubinstein som nyhedsvært